# Василковска махала
Василковска махала е заличено село в Северна България. Намира се в община Угърчин, област Ловеч.
Старото име на селото е Василевски воденици. Към 1946 г. селото има 66 жители. През 2015 г. е заличено с решение на Министерски съвет и присъединено като квартал на село Славщица. Населението му към 2011 г. е 5 души.